# Shelby (Nebraska)
Shelby è un comune degli Stati Uniti d'America, situato nello Stato del Nebraska, nella contea di Polk.